# Église du Sacré-Cœur de Robermont
Pour les articles homonymes, voir Église du Sacré-Cœur.
L'église du Sacré-Cœur est une église paroissiale située rue Nicolas Coumans dans le quartier de Grivegnée de la ville de Liège.

## Historique
En 1908, le hameau Robermont est élevé au rang de paroisse. En 1910, l'église est érigée d'après les plans de l'architecte Émile Deshayes. C'est un bâtiment néo-gothique à une seule nef de neuf travées disposant d'un toit à deux versants. L'église est bâtie en blocs de grès avec un chœur à chevet plat. Sur le toit, il y a un clocheton.
L'église est de style néo-gothique et possède des vitraux d'intérêt .